# 緑の党 (ロシア)
| ロシア環境政党「緑の党」 Российская экологическая партия «Зелёные» | ロシア環境政党「緑の党」 Российская экологическая партия «Зелёные» |
| 党首                                                               |                                                                    |
| ------------------------------------------------------------------ | ------------------------------------------------------------------ |
| 成立年月日                                                         | 1992年 （2002年党名変更）                                          |
| 党本部所在地                                                       | モスクワ                                                           |
| 政治的立場                                                         | 環境主義                                                           |
| シンボル                                                           | 党のロゴ                                                           |
| 色（イメージカラー）                                               | 緑                                                                 |
| 国際提携                                                           | 特になし                                                           |
| ウェブサイト                                                       | http://www.greenparty.ru/main_ru.php                               |

緑の党（ロシア語:Российская экологическая партия «Зелёные»、Rossiiskaya ekologicheskaya partiya "Zyelenyye"、ロシア環境政党「緑の党」）は、ロシアに存在した環境政党。現在は政党ではない。
前身は、1992年に結成された環境主義政党「ケードル」。2002年に現在の党名に変更。2003年ロシア下院選挙では、得票率0.42パーセントに終わった。2007年ロシア地方選挙において7.58パーセントを得、サマーラ州議会で議席を獲得した。2007年ロシア下院選挙では、ロシア中央選挙管理委員会の事前審査によって候補者リストに虚偽記載があったとして選挙参加を認めない決定を下した。
2008年ロシア大統領選挙では、ドミートリー・メドヴェージェフ第一副首相を支持した。同年、緑の党は大会で政党ではなく社会運動としてのロシア環境運動・緑への転換を決定、党員・支持者には公正ロシアに加わるよう呼びかけた。